# Mellotron (boek)
Mellotron is een boek dat werd geschreven door Nick Awde. Het boek, dat alleen in een Engelstalige versie is verschenen, behandelt het lastige muziekinstrument, dat opgang deed binnen de symfonische rock in de eindjaren 60 en beginjaren 70. 
Het boek behandelt de geschiedenis en werking van de mellotron met al haar nukken en technische problemen. Daarnaast komen in het boek de pioniers aan het woord die met dat instrument moesten / wilden werken. Het geeft naast inzichten over de tijd ook een beeld van de ontwikkeling van het instrument en haar uiteindelijke tijdelijke ondergang, want in latere jaren kwam het instrument en haar analoge geluiden weer tevoorschijn. Het was dan al dan niet gedigitaliseerd weer een basisinstrument binnen de progressieve rock.
Aan het woord komen achtereenvolgens:
- Mike Pinder van de Moody Blues
- Ian McDonald van King Crimson en Foreigner
- Woolly Wolstenholme van Barclay James Harvest
- Tony Clarke van Moody Blues als producer
- David Cross van King Crimson
- Tony Banks van Genesis
- Dave Cousins van Strawbs
- Blue Weaver van Strawbs, Bee Gees
- John Wetton als basgitarist over de mellotron;
- Bill Bruford als drummer over de mellotron
- John Hawken van Strawbs, Renaissance en Illusion
- Doug Rayburn van Pavlov's Dog
- Robert Kirby van Strawbs
- Robert Webb van England
- Dave Gregory van XTC
- Andy McCluskey van Orchestral Manoeuvres in the Dark
- Nick Magnus van Steve Hackett band
- Martin Orford van  IQ
- Roine Stolt van The Flower Kings
- Jakko Jakszyk van Level 42, The 21st Century Schizoid Band en The Tangent
- Greg Lake van King Crimson en Emerson, Lake & Palmer

Bekende toetsenisten die ontbreken in de lijst zijn Richard Wright van Pink Floyd, Rick Wakeman van Yes en Keith Emerson van Emerson, Lake and Palmer. Zij zagen meer in het hammondorgel en de moog en komen dus niet aan het woord.
Volledige titel: Mellotron; The Machine and the Musicians that Revolutionised Rock, ISBN 978-1-898949-02-2, uitgegeven door Desert Hearts, 2008.